# Cantone di Croisilles
Il Cantone di Croisilles era una divisione amministrativa dell'arrondissement di Arras.
È stato soppresso a seguito della riforma complessiva dei cantoni del 2014, che è entrata in vigore con le elezioni dipartimentali del 2015.
Comprendeva i comuni di:
- Ablainzevelle
- Ayette
- Boiry-Becquerelle
- Boisleux-au-Mont
- Boisleux-Saint-Marc
- Boyelles
- Bucquoy
- Bullecourt
- Chérisy
- Courcelles-le-Comte
- Croisilles
- Douchy-lès-Ayette
- Écoust-Saint-Mein
- Ervillers
- Fontaine-lès-Croisilles
- Gomiécourt
- Guémappe
- Hamelincourt
- Héninel
- Hénin-sur-Cojeul
- Mory
- Moyenneville
- Noreuil
- Saint-Léger
- Saint-Martin-sur-Cojeul
- Vaulx-Vraucourt
- Wancourt